# His Majesty's Railway Inspectorate
His Majesty's Railway Inspectorate (HMRI : l'Inspection des chemins de fer de Sa Majesté ; Her Majesty's... quand le souverain britannique est une femme) est l'organisme britannique chargé de superviser la sécurité des chemins de fer et tramways en Grande-Bretagne, mais n'est plus responsable des tramways, trolleybus et la plupart des systèmes de transport par câble. Auparavant c'était un organisme public non ministériel puis de 1990 à avril 2006, une partie du Health and Safety Executive (ministère de la Santé et de la Sécurité), et fait maintenant partie de l'Office of Rail Regulation (Bureau de régulation du rail).

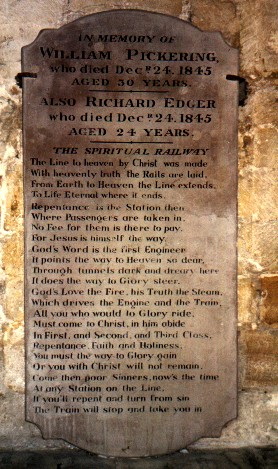
Plaque commémorative d'un accident de chemin de fer en 1845, dans la cathédrale d'Ely

## Historique
Il trouve son origine en 1840, pendant la Railway mania, lorsque des agents d'inspection des chemins de fer furent nommés par le Board of Trade (BoT) (eq : Chambre de commerce). Les chemins de fer en Grande-Bretagne étaient à cette époque de grandes entreprises privées en situation de monopole, de sorte que le BoT était concerné par la concurrence et la sécurité du public. Le Railway Inspectorate a été formé pour enquêter sur les accidents signalés par les entreprises au Board of Trade, et rapportait ses constatations au Parlement. Les rapports ont été publiés et mis à la disposition de tous. La première enquête a concerné le déraillement d'un train de voyageurs provoqué par la chute de marchandise d'un wagon. L'accident ferroviaire de Howden le 7 août 1840 a tué quatre passagers.
Jusqu'à la fin des années 1960 les inspecteurs de l'HMRI ont été recrutés dans le Corps of Royal Engineers, comme ce corps dirigeait le système ferroviaire militaire du Royaume-Uni et ils étaient très familier avec les règlements des chemins de fer. Le dernier chef des officiers inspecteurs, le major Rose, avec une expérience de terrain en tant que Royal Engineers, a pris sa retraite en 1988 et il a été remplacé par une personne nommée par le Health and Safety Executive (HSE). Depuis lors, les inspecteurs sont soit recrutés dans le HSE ou des employés de chemin de fer à mi-carrière de l'ancien British Rail.

## La double fonction de la HMRI à ses débuts
La fonction de HMRI a été d'inspecter et d'approuver tous les chantiers de construction ou modification des chemins de fer et d'enquêter sur les accidents ferroviaires, et ces deux activités ont été menées par différentes parties de la HMRI.
Les enquêtes sur les accidents ont eu tendance à rester publiques, et les conclusions ont été publiées par le HMRI en tant que rapports d'accident de chemin de fer. Ces enquêtes ont été inquisitoires, dans la mesure où leur objectif était de déterminer les causes de l'accident et de formuler des recommandations afin d'éviter l'accident. Les rapports ont été largement diffusés dans l'industrie ferroviaire, et parmi le public voyageur.
Beaucoup de ces rapports sont disponibles en copie des originaux des archives des chemins de fer.

## L'histoire récente
Le HMRI fait partie du ministère des Transports et l'est resté jusqu'en 1990, date à laquelle il a été transféré à la Health and Safety Executive (HSE). Pendant temps HMRI élargi son champ d'application et recruté du personnel supplémentaire, l'emploi des officiers de chemin de fer. Il a été de prérogative la sécurité en milieu de travail et de la santé des employés des chemins de fer.
Après le passage à la HSE, (médiatique) les enquêtes sur les accidents ferroviaires ont eu tendance à se tenir comme les enquêtes publiques présidée par un juge de la Haute Cour, et les résultats publiés. Ces enquêtes ont eu tendance à être plus contradictoire; dans le but d'identifier les coupables. Dans certains cas, des poursuites pénales ont  eu lieu en parallèle avec l'enquête publique ayant comme conséquence de retarder l'enquête jusqu'à ce que les poursuites pénales soient achevés.
Le transfert de la HSE a été impopulaire dans le milieu de l'industrie, et dans le cadre de sa commission chemin de fer en 2004, le gouvernement a annoncé que Railway Inspectorate serait transféré du HSE pour fusionner avec le Office of Rail Regulation. Le transfert a eu lieu le 2 avril 2006.
L'Inspectorate supervise la fois la sécurité de l'exploitation et l'intégrité des nouveaux et des travaux et modifications.
À la suite de la modification législative qui a transférés à Office of Rail Regulation, le champ d'application du HMRI ne couvre plus les tramways, trolleybus et la plupart  des systèmes de transport par câble.

## Traduction
- (en) Cet article est partiellement ou en totalité issu de l’article de Wikipédia en anglais intitulé « Her Majesty's Railway Inspectorate » (voir la liste des auteurs).